# Yukarıçiftlikli, Kaman
Yukarı Çiftlik là một xã thuộc huyện Kaman, tỉnh Kırşehir, Thổ Nhĩ Kỳ. Dân số thời điểm năm 2010 là 108 người.